# Sisters Uncut
Sisters Uncut és un grup d'acció directa feminista britànic que s'oposa a les retallades als serveis governamentals del Regne Unit per a les víctimes de violència domèstica. Va ser fundada el novembre de 2014 i va tenir protagonisme internacional l'octubre de 2015 per una protesta a la catifa vermella a l'estrena a Londres de la pel·lícula Suffragette. El grup s'identifica com a feministes interseccionals i està obert a dones (incloses dones trans i intersexuals), persones no binàries, de diferent edat i de gènere. El grup pretén organitzar-se de manera no jeràrquica i utilitza la presa de decisions per consens. Sisters Uncut es va originar a Londres, però té grups regionals a tot el Regne Unit incloent Manchester i Leeds.

## Antecedents i fundació
Sota el govern de coalició del Regne Unit del 2010-2015, el finançament dels serveis contra la violència domèstica es va reduir dràsticament, la qual cosa va provocar la preocupació de grups com la Federació d'Ajuda a la Dona d'Anglaterra que les retallades poguessin deixar les víctimes d'abús sense la possibilitat d'escapar dels seus maltractadors. Sisters Uncut es va fundar el novembre de 2014 com a resposta a aquestes preocupacions. El grup va ser fundat per dones del grup d'acció directa contra l'austeritat UK Uncut, i el seu nom és una referència a aquest grup.

## Posicionaments
Sisters Uncut és una organització feminista i es dedica a l'acció directa per assolir els seus objectius. Han estat qualificades com "un grup de campanya contra els abusos". L'organització s'oposa a posar policia encoberta a bars i discoteques. El grup considera que la criminalització de la prostitució posa en perill més les treballadores sexuals. També s'oposen al model nòrdic en què només es persegueixen els compradors de sexe, creient que redueix clients i ingressos a les treballadores sexuals. I Shon Faye descriu Sisters Uncut com una "organització feminista que lluita per una millor prestació per a les dones en situació de violència domèstica".

## Activisme
El grup s'ha fet conegut per l'acció directa d'alt perfil que posa de manifest i desafia la política del govern del Regne Unit que afecta els supervivents de violència domèstica i sexual. Les protestes del grup han inclòs:
- Una manifestació a l'edifici del London Councils el 4 de maig de 2015 que va incloure l'ocupació del terrat de l'edifici per destacar el paper dels ajuntaments en la retallada dels serveis de violència domèstica.[17][18][19]
- Una protesta davant la seu del Daily Mail a Kensington l'agost de 2015; el grup va cremar exemplars del diari al carrer per protestar contra el que van qualificar de "propaganda antimigrant".[20] El diari havia demanat que les tropes britàniques fossin enviades als camps de refugiats de Calais per evitar que els migrants arribessin al Regne Unit.[21]
- Protestes a l'exterior del Yarl's Wood Immigration Removal Center per exigir la fi de la detenció d'immigrants i la fi dels abusos a les dones migrants que es produeixen al seu interior.[22]
- Una protesta d'alt perfil a l'estrena a Londres el 7 d'octubre de 2015 de la pel·lícula Suffragette del 2015 contra les retallades als serveis de violència domèstica.[23][24] El seu lema era "Les dones mortes no poden votar". L'estrella de la pel·lícula Helena Bonham-Carter va descriure la protesta com a "perfecta" i que "si et sents prou fort per alguna cosa i hi ha una injustícia allà pots parlar i intentar que alguna cosa canviï". Carey Mulligan, una altra actriu que va actuar a la pel·lícula, va dir que la protesta va ser "increïble" i que estava trista per haver-se-la perdut.[25]
- Tenyiren de vermell les fonts de Trafalgar Square per simbolitzar la sang de les dones que són assassinades a mans de parelles abusives, en una acció programada per coincidir amb el pressupost de tardor de 2015.[26]
- Protestes contra les retallades als serveis locals de violència domèstica, inclosa una protesta en una reunió del Consell de Portsmouth on el grup va interrompre la reunió alliberant 4.745 peces de confeti per simbolitzar el nombre de casos registrats de violència domèstica a Portsmouth el 2014.[27] Es tractava de protestar contra les retallades de 180.000 lliures esterlines als serveis de violència domèstica per part del consell.[28] Aquesta protesta va provocar una detenció.
- Prendre el control d'una casa municipal buida a Hackney, a l'est de Londres del juliol al setembre del 2016 per posar de manifest la necessitat urgent d'habitatges segurs per a les víctimes de violència domèstica.[29][30]
- Bloqueig de ponts a Bristol, Londres, Glasgow i Liverpool coincidint amb la declaració de tardor de 2016.[31] El grup va argumentar que en retallar els serveis, el govern estava "bloquejant ponts cap a la seguretat" per a les víctimes de violència domèstica.
- El maig de 2017, es va fer càrrec d'un edifici a l'antic lloc de la presó de Holloway, exigint que el terreny s'utilitzi per a un centre de dones i habitatge social.[32][33]
- Una protesta a la catifa vermella dels Premis d'Arts de Cinema i Televisió de l'Acadèmia Britànica el febrer de 2018 contra el projecte de llei de violència i abús domèstic previst pel govern, que van argumentar que realment perjudicaria les víctimes augmentant els poders de la justícia penal en lloc de finançar els serveis de suport.[34]
- L'entrega de 30.000 papers que van bloquejar les portes del Servei de Fiscalia de la Corona a Westminster, destacant la política de la CPS d'exigir amb freqüència a la policia que descarregui les dades dels telèfons mòbils de les víctimes de violència sexual, un procés que se centra en la investigació de les víctimes en lloc dels seus maltractadors. Les oficines van ser posteriorment evacuades. L'acció va coincidir amb el primer dia de càrrec de Max Hill QC com a cap del CPS el novembre de 2018.[35]
- Cartells de propaganda al metro de Londres que substituïen anuncis per poemes de dones i persones no binàries que han estat silenciades per l'estat. Els poemes compartien històries reals de com les retallades del govern i les polítiques d'"entorn hostil" han deixat les víctimes tancades a la presó, tancades fora dels refugis i tancades en relacions violentes.[36]
- Després de la mort de Sarah Everard el març de 2021, Sisters Uncut va ajudar a organitzar diverses vetlles i protestes, tant per plorar la mort com per protestar contra la violència contra les dones, concretament per part de la policia.[37][38]
- El grup s'oposà al projecte de llei de policia, delinqüència, sentències i tribunals "Police, Crime, Sentencing and Courts Bill".[8][9]